# Sten Stenbäck
Sten Wilhelm Stenbäck, född 26 augusti 1900 i Linköping, död 7 oktober 1978 i Örgryte församling, Göteborg, var en svensk folkskollärare och målare.
Han var son till Wilhelm Stenbäck och Betty Almquist och gift med läraren Inge-Maja Rodhe. Vid sidan av sitt arbete som lärare var han verksam som konstnär. Han studerade konst för Sigurd Jungstedt i Linköping 1915–1917 och för Arne Isacsson vid Gerlesborgsskolan samt privat för Gotthard Sandberg och Anders Österlin dessutom företog han museistudier i Berlin, Dresden, München och London. Han bedrev självstudier i Rom och Florens 1962. Han medverkade under en följd av år från 1938 i Göteborgs konstförenings utställningar på Göteborgs konsthall. Hans konst består av danska och skånska landskapsskildringar. Sten Stenbäck är gravsatt i minneslunden på Kvibergs kyrkogård i Göteborg.